# Tom Fenchel
Tom Michael Fenchel (n. 19 de marzo de 1940, Copenhague) es un ecólogo marino danés, profesor primero en la Universidad de Aarhus, y más tarde en la de Copenhague. Es un científico reconocido, entre otros aspectos, por la ley de Fenchel. En 1964, obtuvo su PhD y su D.Sc. en 1969, ambos por la Universidad de Copenhague.

## Algunas publicaciones
- 2012. Bacterial Biogeochemistry: The Ecophysiology of Mineral Cycling. Con Henry Blackburn, Gary M. King. 3ª edición de Academic Press, 312 pp. ISBN 0124159745 en línea

- 2003. The Origin and Early Evolution of Life. Edición ilustrada de Oxford Univ. Press, 192 pp. ISBN 0198526350 en línea

- 1995. Ecology and evolution in anoxic worlds. Oxford series in ecology and evolution. Con Bland J. Finlay. Edición ilustrada de Oxford Univ. Press, ISBN 0198548389

- 1994. Marine rocky shores and community ecology: an experimentalist's perspective. Excellence in ecology 4. Con Robert T. Paine, Otto Kinne. Editor	Ecology Institute, 152 pp.

- 1987. Ecology of protozoa: the biology of free-living phagotrophic protists. Brock/Springer series in contemporary biosci. Editor Science Tech Publish. ISBN 0910239061

- 1987. Ecology, potentials and limitations. Excellence in ecology 1. Editor Ecology Institute, 186 pp.

- 1979. Bacteria and mineral cycling. Con Thomas Henry Blackburn. Edición ilustrada de Academic Press, 225 pp. ISBN 012252750X

- 1977. Theories of populations in biological communities. Ecological Studies 20. Con Freddy B. Christiansen. Editor Springer-Verlag, 144 pp. ISBN 3540080104

- 1977. Measuring selection in natural populations. Lecture notes in biomathematics 19. Con Freddy B. Christiansen. Editor Springer-Verlag, 564 pp. ISBN 0387084355

- 1974. Manual of microbial ecology. Con Barbara B. Hemmingsen. Editor Akademisk forlag : eksp. DBK, 235 pp. ISBN 8750013645

- 1969. The ecology of marine microbenthos iv. structure and function o... 182 pp.

- 1969. Structure and Function of the Benthic Ecosystem, Its Chemical and Physical Factors, and the Microfauna Communities with Special Reference to the Ciliated Protozoa. Ecology of marine microbenthes 4. Editor Nordlunde

- 1965. Ciliates from Scandinavian Molluscs. Editor H. Andersen, 104 pp.

## Honores
Miembro de
- Royal Society[2]

- 1976 en la Academia Noruega de Ciencias y Letras,[3] y su presidente entre 2004-2008

- Academia Nacional de Ciencias de Estados Unidos[4]

Editor revisor de la revista científica
- Science.[5]

Galardones
- 1986 Premio ECI en ecología, escribiendo el texto[6] en la serie Excellence in Ecology de los laureados del Premio ECI

- 2006, fue galardonado con el A.C. Redfield Lifetime Achievement Award por la American Society of Limnology and Oceanography.